# Hamburg-Nord

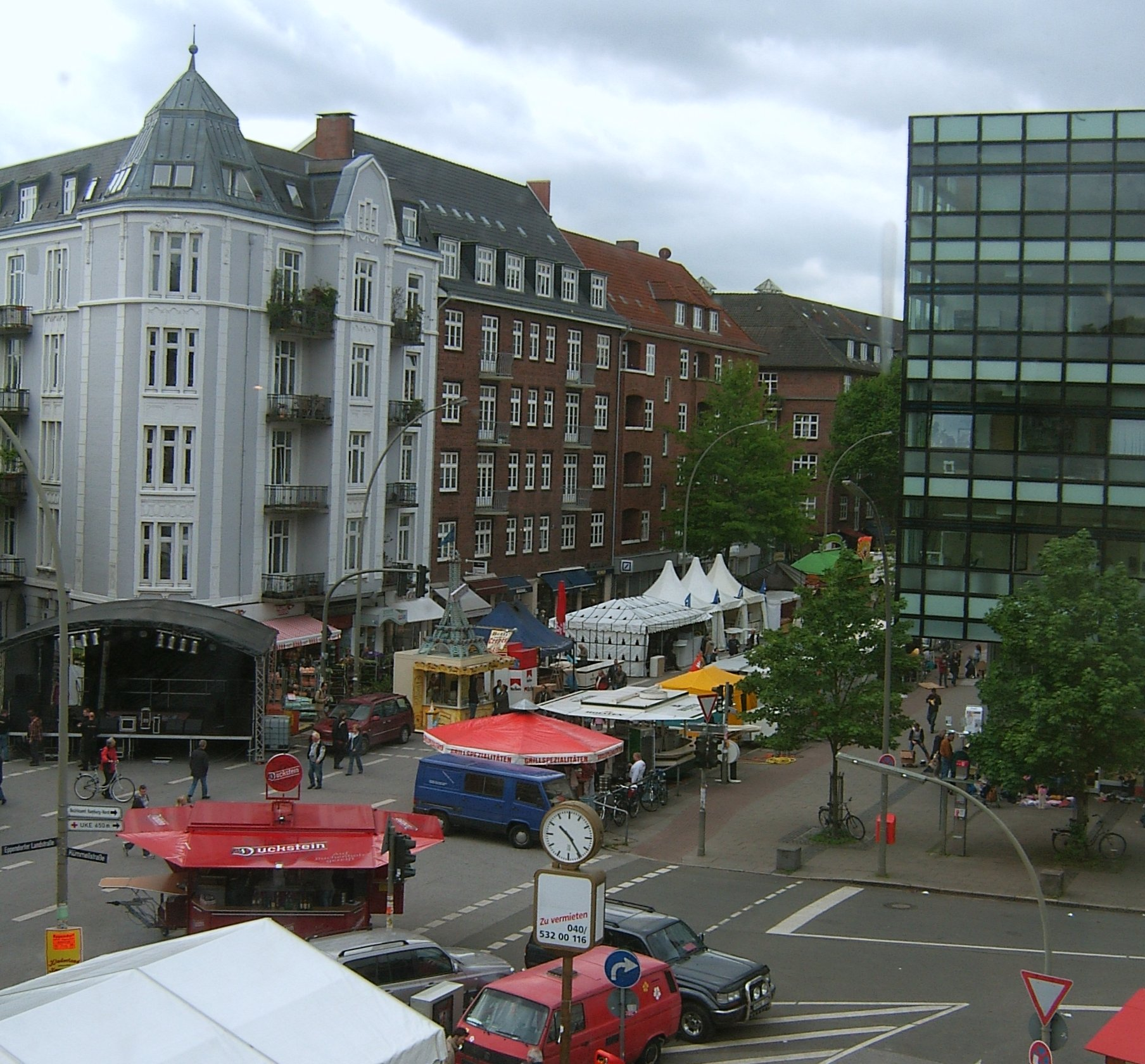
Eppendorfer Landstrasse i Eppendorf, Hamburg-Nord.

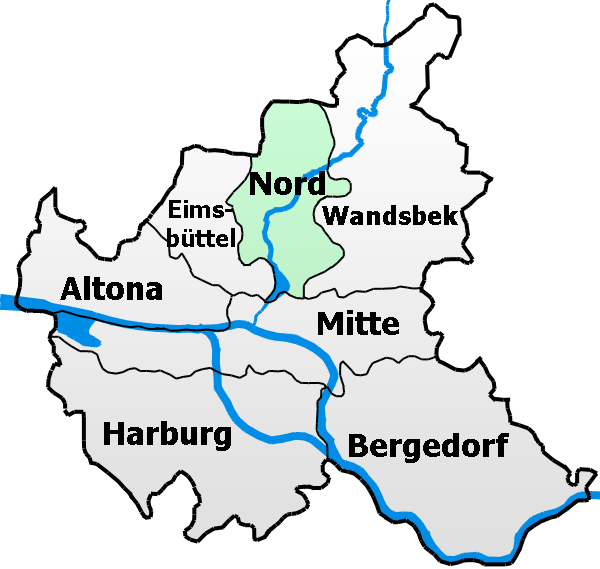
Hamburg-Nords läge i Hamburg.

Hamburg-Nord (Bezirk Hamburg-Nord) är ett stadsdelsområde i Hamburg. 
Det gränsar i norr till förbundslandet Schleswig-Holstein och inom Hamburg till stadsdelsområdena Wandsbek, Hamburg-Mitte och Eimsbüttel. I stadsdelen Fuhlsbüttel ligger Hamburgs flygplats. I Ohlsdorf ligger begravningsplatsen Friedhof Ohlsdorf.

## Stadsdelar inom stadsdelsområdet Hamburg-Nord
- Eppendorf
- Hoheluft-Ost
- Winterhude
- Alsterdorf
- Fuhlsbüttel
- Groß Borstel
- Langenhorn
- Ohlsdorf
- Barmbek-Nord
- Barmbek-Süd
- Dulsberg
- Hohenfelde
- Uhlenhorst